# Mittelschaeffolsheim
Mittelschaeffolsheim (Duits: Mittelschäffolsheim )  is een gemeente in het Franse departement Bas-Rhin (regio Grand Est) en telt 472 inwoners (2005). De gemeente behoort tot het kanton Brumath en het arrondissement Haguenau-Wissembourg.

## Geografie
De oppervlakte van Mittelschaeffolsheim bedraagt 2,6 km², de bevolkingsdichtheid is 181,5 inwoners per km².
De onderstaande kaart toont de ligging van Mittelschaeffolsheim met de belangrijkste infrastructuur en aangrenzende gemeenten.

## Demografie
Onderstaande figuur toont het verloop van het inwonertal (bron: INSEE-tellingen).